# لويس روستولان
لويس روستولان (1 يناير 1936 - 13 نوفمبر 2020)، هو  متسابق الدراجات فرنسي، كان محترفًا من 1958 حتى 1967، وفاز في سباق دوفين للدراجات عام 1958 وطواف روماندي في 1960 و1961.

## روابط خارجية
- لويس روستولان على موقع أرشيف الدراجات (الإنجليزية)
- لويس روستولان على موقع إحصائيات الدراجات الإحترافية (الإنجليزية)
- لويس روستولان على موقع CycleBase (الإنجليزية)
- لويس روستولان  في موقع Cycling Archives سايكلنج أركايفز